# Аорси

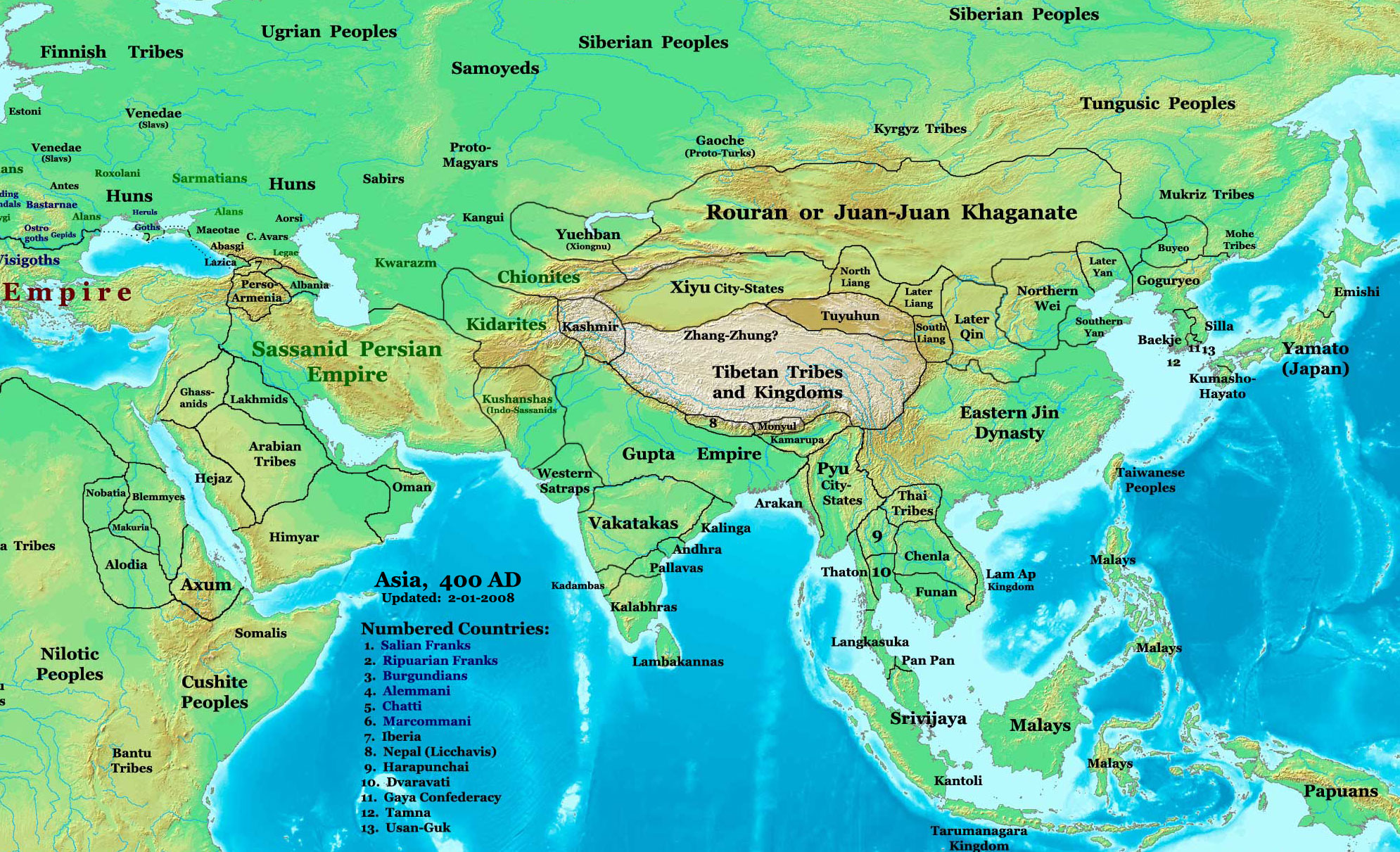
Аорси (Aorsi) поблизу північного узбережжя Каспійського моря у V ст.

Ао́рси (грец. Ἄορσοι / лат. Aorsi) — ймовірно загальна назва різних іраномовних племен, об'єднаних спільним походженням, близькими мовами та культурами, які поділялися на декілька (принаймні два) політичних об'єднань. Основою господарства аорсів було кочове скотарство.
Вперше згадані Страбоном; за його даними, мешкали в степах Північного Прикаспію («верхні аорси»), та «аорси-амаксобії» («ті, що живуть у возах») мешкали по р. Дон (Strabo, Geo, XI, V, 8) на захід до р. Букес (Молочна?). З аорсами ототожнюються сарматські пам'ятки цих регіонів II століття до н. е. — середини І століття нашої ери. Можливо, що під назвою «Яньцай» аорсів згадують китайські історичні хроніки. Враховуючи те, що у матеріальній культурі аорсів присутні характерні особливості культур іранських кочовиків східного ареалу, доцільно згадати тохарський етнонім Ārśi.
За свідченням Страбона в руках аорсів був давній торговельний шлях з Північного Кавказу в Індію, Середню Азію.
Аорси брали участь в численних військових конфліктах: у сер. І ст. до н. е. воювали на боці боспорського царя Фарнака з Римом, в 45—49 рр. н. е. були союзниками римлян та боспорського царя Котіса I в його боротьбі з братом  Мітрідатом VII за боспорський трон.
На початку 60-х рр. аорси Прикаспію та Волго-Донського межиріччя були частково витиснені до Причорномор'я, частково асимільовані аланами.

## Аорсія (аорси-амаксобії у Пн.-Зах. Причорномор'ї)

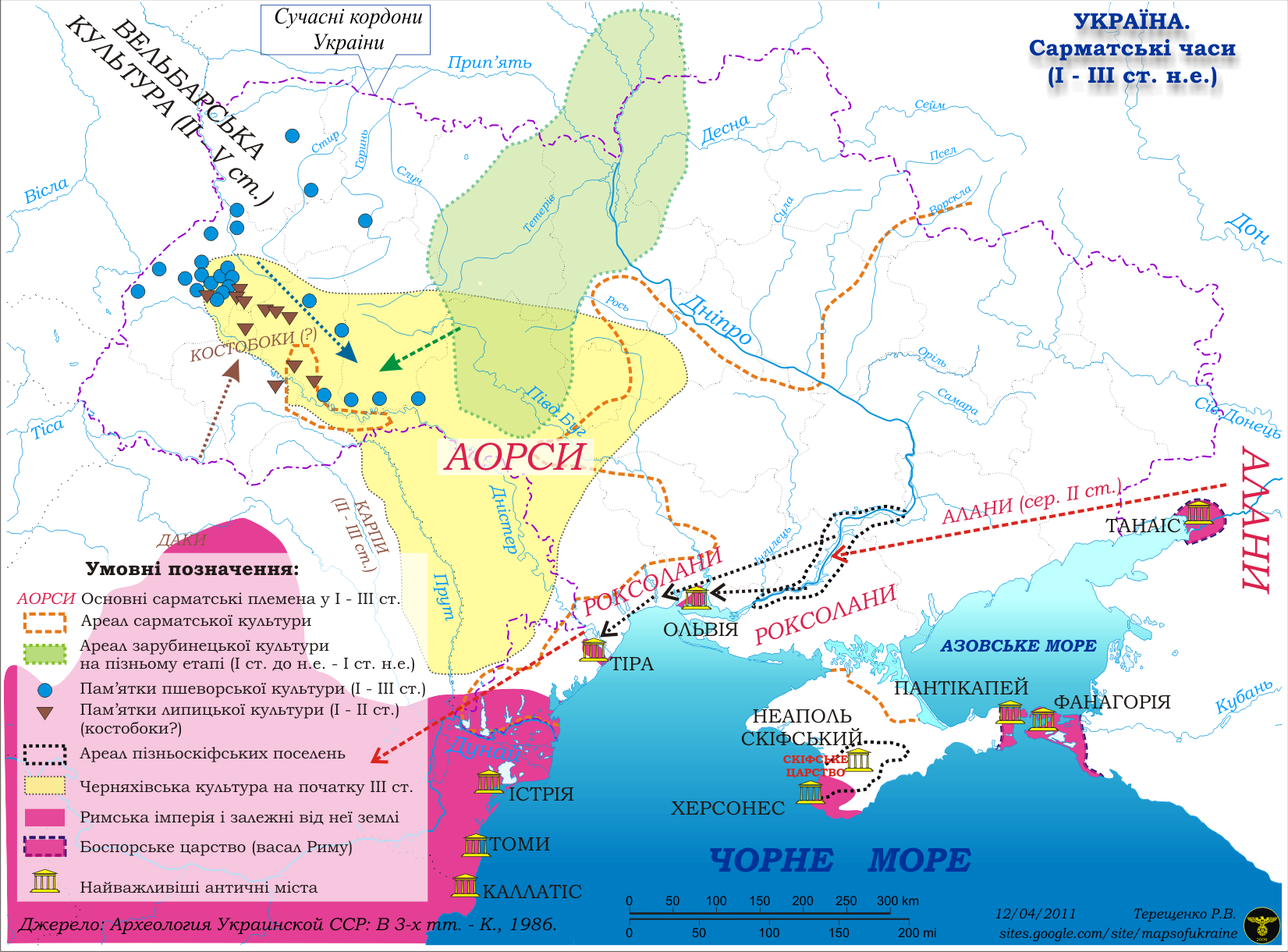

Після аланської навали до Передкавказзя частина чи одна з племінних груп аорсів, мігрувавши до Пн.-Зах. Причорномор'я, утворила військово — політичне об'єднання, наразі відоме під назвою Аорсія. У 60-70-х рр. І ст. в залежності від царів Аорсії був грецький поліс Ольвія, де династи аорсів карбували власну монету.
Щодо часу заснування Аорсії показовим є наступне: 
| «… можна зробити висновок, що три перші емісії Фарзоя — статери, „важкі“ та „легкі“ ауреуси — становлять низку близьких за часом карбування послідовних випусків, що групуються навколо 64 р. н. е. — Дати проведення грошової реформи у Римі… наявність двох таких дат (7 і 8) на статерах Фарзоя зміцнює гіпотезу, що на зазначених монетах відзначалися роки правління Фарзоя …»[10] |
Осередок кам'яних стел з тамгами аорських царів — сер. Подністов'я.

Карбована у Ольвії монета Інісмея

Аорсія згадується у декреті, знайденому у Мангупі: грец. "τοὺς μεγίστους τῆς Ἀορσίας βασιλέας" — «до найвеличніших царів Аорсії».
Існує думка, що аорси на початку 60-х рр. очолювали варварів у їхньому тиску на Нижньодунайський кордон імперії, і що саме їм протистояв Тиберій Плавцій Сільван Еліан.
Альтернативна думка — аорси, що утворили це об'єднання, саме та група, яка була спільниками Риму у боспорській династійній війні 45-49 рр., і у Пн.-Зах. Причорномор'ї були спільниками імперії та гарантами безпеки Ольвії. 
| "...доводиться без жалю відмовитися від умоглядної гіпотези про те, що сармати Фарзоя були супротивниками Риму, які билися з легіонами Плавція Сільвана: вочевидь, що невідомий евергет... отримавши певну військову допомогу від римського намісника, для зміцнення лав захисників міста вирішив звернутися до його протекторів - найвеличніших царів сусідньої Аорсії..."[14] |
Діон Хрисостом, який перебував у Ольвії у 82 р. згодом писав, що «Річки (Буг та Дніпро) впадають в море біля укріплення Алектор, що належить, як кажуть, дружині царя савроматів.»(Дион Хрисостом, XXXVI, 1) (ймовірно аорсів), та повідомляв про щоденні сутички ольвіополітів з сусідніми варварами. Заслуговує уваги наступна думка: 
| "...серед цих кочовиків була об’єднана з аорською шляхтою частина алан, яка на короткий час опинилася в Північному Причорномор’ї." [16] |
Наразі подальша історія Аорсії невідома, та вже у II ст. на території Дністро-Прутського межиріччя фіксується інше об'єднання, а саме — алани.

## Царі аорсів
- Спадін

- Евнон

- Фарзой

- Інісмей

## Дивись також
- Слов'яно-іранські етноси України у період раннього середньовіччя (IV-X ст.ст.)
- Іранський елемент в українській духовній культурі

## Етимологія назви
Наразі найпоширенішим є наступний варіант:
грец. Ἄορσοι / лат. Aorsi < авест. auruša- / aruša- — укр. "білий".